# Solenopsis saevissima
Solenopsis saevissima es una especie de hormiga del género Solenopsis, subfamilia Myrmicinae.

## Distribución
Esta especie se encuentra en Bolivia, Brasil, Guayana Francesa y Surinam.